# Somatina rhodochila
Somatina rhodochila là một loài bướm đêm trong họ Geometridae.